# Vladimir Fjodorov
Vladimir Fjodorov (5. ledna 1955 – 11. srpna 1979), rusky Владимир Иванович Фёдоров, byl sovětský fotbalista, útočník. Zemřel při leteckém neštěstí.

## Fotbalová kariéra
V nejvyšší soutěži Sovětského svazu hrál za Pachtakor Taškent, nastoupil ve 108 ligových utkáních a dal 26 gólů. Za reprezentaci Sovětského svazu nastoupil v letech 1974–1978 v 18 utkáních. S reprezentací Sovětského svazu získal bronzovou medaili za 3. místo na LOH 1976 v Montrealu, nastoupil ve 4 utkáních.

## Ligová bilance
| Ročník                               | Zápasy | Góly | Klub              |
| ------------------------------------ | ------ | ---- | ----------------- |
| Pervaja liga 1972                    | 30     | 7    | Pachtakor Taškent |
| Sovětská fotbalová Vysšaja liga 1973 | 26     | 2    | Pachtakor Taškent |
| Sovětská fotbalová Vysšaja liga 1974 | 28     | 9    | Pachtakor Taškent |
| Sovětská fotbalová Vysšaja liga 1975 | 21     | 5    | Pachtakor Taškent |
| Pervaja liga 1976                    | 16     | 0    | Pachtakor Taškent |
| Pervaja liga 1977                    | 22     | 9    | Pachtakor Taškent |
| Sovětská fotbalová Vysšaja liga 1978 | 15     | 7    | Pachtakor Taškent |
| Sovětská fotbalová Vysšaja liga 1979 | 18     | 3    | Pachtakor Taškent |
| CELKEM 1. liga                       | 108    | 26   |                   |